# Programme Averroès
Pour les articles homonymes, voir Averroès (homonymie).
 (février 2016).
Averroès est le nouveau programme d'échange d'étudiants, d'enseignants et de personnel administratif entre les universités d'Europe et du Maghreb. Né du programme Erasmus, le programme Averroès a été conçu sur le principe de l'échange et de la valorisation réciproque entre les universités partenaires des deux côtés de la Méditerranée. Piloté par l'Université Montpellier 2 (France), il s'inscrit dans le cadre du programme européen Erasmus Mundus.
Grâce à des bourses d'excellence financées par la Commission européenne, le programme Averroès offre également chaque année plus de 300 bourses de mobilité aux étudiants en licence et master, aux doctorants, aux post-doctorants, aux enseignants-chercheurs et au personnel d'encadrement des universités.

## Participants
Lancé en 2008, il réunit à ce jour[Quand ?] 20 universités de 7 pays.
- Pour l'Union européenne :
  - Belgique : Liège,
  - Espagne : Îles Baléares,
  - France : Montpellier 1, 2 et 3, Nice, Perpignan,
  - Irlande : Waterford
  - Italie : Trento

- Pour le Maghreb :
  - Algérie : Abderrahmane Mira de Béjaïa, Abou Bekr Belkaid de Tlemcen, Ferhat Abbas de Sétif, Mentouri de Constantine, Mouloud Mammeri de Tizi Ouzou,
  - Maroc : Cadi Ayyad de Marrakech, Mohammed V - Agdal de Rabat, Abdelmalek Essaadi de Tétouan,
  - Tunisie : Gabès, Sousse, Tunis El Manar.

Le programme Averroès compte aussi 73 partenaires associés, de part et d'autre de la Méditerranée : universités et acteurs socio-économiques locaux, nationaux ou internationaux.

## Objectifs
Le programme Averroès a pour vocation de contribuer au renforcement des liens économiques, politiques, culturels et éducatifs entre l'Union européenne et le Maghreb, dans la perspective de l'Union pour la Méditerranée et dans l'esprit du processus de Barcelone.
Ses objectifs : offrir les meilleures chances de réussite aux étudiants les plus brillants, aux jeunes chercheurs, aux enseignants-chercheurs et aux personnels universitaires, et promouvoir l'excellence universitaire et scientifique d'un côté et de l'autre de la Méditerranée.

## Origine du nom
Le nom du programme vient d'Averroès (de son vrai nom Ibn Rushd), philosophe, médecin, astronome, théologien, homme de loi.
Né à Cordoue (Espagne) en 1126, mort en 1198 à Marrakech (Maroc), cet humaniste avant l'heure, qui a su concilier l'héritage grec et le génie musulman, puisait son érudition aux deux rives de la Méditerranée.
Le programme d'échange Averroès rend hommage à ce philosophe arabo-andalou, dont la vie entière fut un trait d'union entre les cultures arabe et occidentale[non neutre].

## Budget
Le budget prévu pour la période 2008 à 2010 est de 5,2 millions d'euros par an.  